# Comté de Bartholomew
Pour les articles homonymes, voir Bartholomew.
Le comté de Bartholomew (anglais : Bartholomew County) est un comté de l'État de l'Indiana, aux États-Unis. Il comptait 71 435 habitants en 2000. Son siège est Columbus.